# Nicolás Lapentti Carrión
Nicolás Eduardo Lapentti Carrión (Ambato, 20 de marzo de 1944) es un político y economista ecuatoriano. Fue legislador nacional en dos ocasiones y prefecto de la provincia del Guayas durante 4 periodos consecutivos (de 1992 a 2009). Es el padre de los extenistas Nicolás Lapentti y Giovanni Lapentti.

## Trayectoria
En el 2007 se posicionó en contra de la provincialización de la actual provincia de Santa Elena, que en esa época pertenecía a la provincia del Guayas. No obstante, el proceso de provincialización fue completado meses más tarde.
Para las elecciones legislativas de 2009 encabezó la lista nacional de asambleístas por el Partido Social Cristiano (PSC), luego de negarse a buscar la reelección como prefecto del Guayas. El PSC obtuvo el 13.6% de los votos en las elecciones, de este modo asegurando la curul de Lapentti.
Luego de dejar el cargo de prefecto recibió críticas por parte de su sucesor, Jimmy Jairala, por supuestas irregularidades que habrían existido en la administración de los fondos de la prefectura. Nicolás Lapentti respondió a los cuestionamientos pidiendo una reunión con Jairala ante las cámaras para hablar sobre el tema, aunque la reunión nunca se realizó. En 2010 el fiscal general del Guayas, Antonio Gagliardo Loor, pidió que se levantara su inmunidad parlamentaria para poder enjuiciarlo por peculado.
Durante su periodo legislativo recibió críticas por parte de miembros de su mismo partido por votar a favor de varios proyectos de ley presentados por el gobierno del presidente Rafael Correa. El director nacional del partido, Pascual del Cioppo, manifestó que la actuación de Lapentti en estos temas era "condenable" y que lamentaba que la directiva del partido no se hubiera pronunciado al respecto.
En el año 2012, un informe de la Secretaría de la Asamblea Nacional señaló que Lapentti era uno de los tres Asambleístas que menos asistían a las sesiones del pleno. En total asistió a 115 sesiones, presentó 116 excusas y tuvo 30 inasistencias injustificadas.
Durante las elecciones legislativas de 2013 buscó infructuasamente ser reelegido como asambleísta.